# Macaduma medioumbra
Macaduma medioumbra là một loài bướm đêm thuộc phân họ Arctiinae, họ Erebidae.